# 레테자트 국립공원

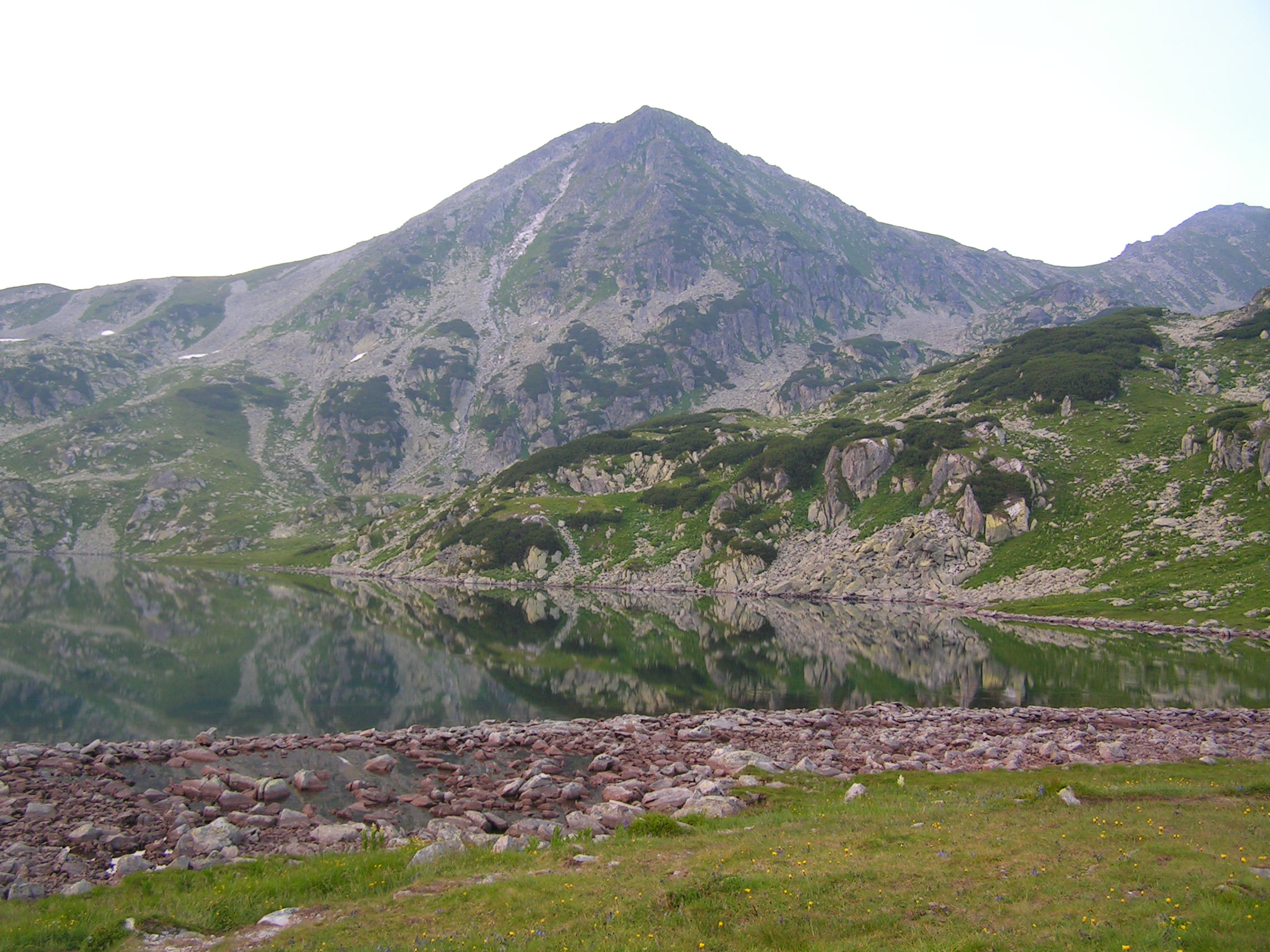
레테자트 국립공원

레테자트 국립공원(루마니아어: Parcul Naţional Retezat)은 루마니아 후네도아라주 레테자트산맥에 있는 국립공원이다.